# 3x3籃球
3x3籃球，又稱三人篮球、三对三篮球、三人制篮球、三打三等，台湾俗稱鬥牛，是由國際籃總制定的3对3篮球规则。三对三篮球起源于美国的街頭籃球，國際籃總从2007年开始制定自己的官方规则。本规则最初运用于澳门2007年亚洲室内运动会以及新加坡2009年亞洲青年運動會的篮球比赛上。使用本规则的首次国际比赛则是在2010年新加坡青奥会。

## 基本规则
2010年6月2日，國際籃總公布了最新的官方规则。规则表明，除本规则有说明的情况外，其余规则均执行國際籃總的标准比赛规则。
与标准全场比赛规则不同的规则如下：
- 每队由4人组成，包括3名首发球员和1名替补球员。
- 比赛在FIBA标准球场的一个半场进行，只设一个篮框。
- 比赛不通过跳球开始，而是通过掷币决定哪个球队获得第一个掷球入界球权。
- 比赛设1-2名裁判，记录员、计时员各1名。
- 在三分线内进篮得1分，在三分线外进篮得2分，罚球进篮得1分。
- 比赛共10分钟。先得到21分的球队立刻获胜。比赛时间终了时如双方均未得到21分则分數較高一队获胜。（比赛时間及得分限制可由比赛组织者调整。）遇平分進入延長賽，先得2分隊伍獲勝。
- 单次进攻时间12秒。
- 進攻方得分後防守方不需

球，只需將球自籃下拾起。
- 防守方球员获得球权后需运球或传球出三分线。
- 得分以外的死球情况后，防守与进攻球队队员通过三分线后交换球开始比赛。
- 球员4次犯规则被罚出场。
- 一队犯规7次后进入全队犯规加罚状态。
- 當一隊控球時，其本隊球員不能在對隊的端線至罰球線之間的三秒限制區域內（即所謂鎖匙圈或禁區）停留超過三秒鐘。球員觸及限制區的任何一條界線時，也作進入該區論。
- 當一球員被對隊球員緊迫防守下持球達五秒而不傳、投、運球或擲球入界，屬於違例。罰球時不於五秒內將球投出，亦屬違例。